# 硝酸双氧钒
硝酸双氧钒是一种无机化合物，化学式为VO2NO3，是钒形成的硝酸盐之一。

## 制备及性质
硝酸双氧钒可以通过在乙腈中，通过四氧化二氮与金属钒的反应得到。它在350 °C分解为五氧化二氮和五氧化二钒。